# Avon Circuit Championships 1980
L'Avon Circuit Championships 1980 è stato un torneo di tennis femminile che si è giocato al Madison Square Garden di New York negli USA dal 17 al 23 marzo su campi in sintetico indoor. È stata la 9ª edizione del torneo di fine anno di singolare, la 7a del torneo di doppio.

## Campionesse

### Singolare
Tracy Austin ha battuto in finale  Martina Navrátilová con il punteggio di 6–2, 2–6, 6–2

### Doppio
Billie Jean King /  Martina Navrátilová hanno battuto in finale  Rosemary Casals /  Wendy Turnbull con il punteggio di 6–3, 4–6, 6–3